# Passo Jungfraujoch
O Jungfraujoch é um passo de montanha que fica entre o Mönch e o Jungfrau a 3 471 m de altitude nos Alpes berneses e que faz de fronteira entre o cantão de Berna e o cantão do Valais na Suíça, e a ascensão faz-se a partir de Lauterbrunnen.
Este é um acidente geográfico que faz de linha de separação das águas entre o mar Adriático e o mar Mediterrâneo.
Mesmo sendo um colo, devido à sua altitude só é atravessado por alpinistas e os primeiros a fazê-lo foram em julho de 1862 Leslie Stephen, F. J. Hardy, H. B. George, MM. Liveing, Moore, e Morgan, com os guias Christian Almer, Christian e Peter Michel, Ulrich Kaufmann, P. Baumann e C. Bohren.

## Observatório
A leste deste colo fica um pico de 3 571 m onde se encontra o Observatório Sphinx que trabalha com o  Global Atmosphere Watch e com o Network for the Detection of the Atmospheric Composition Change.

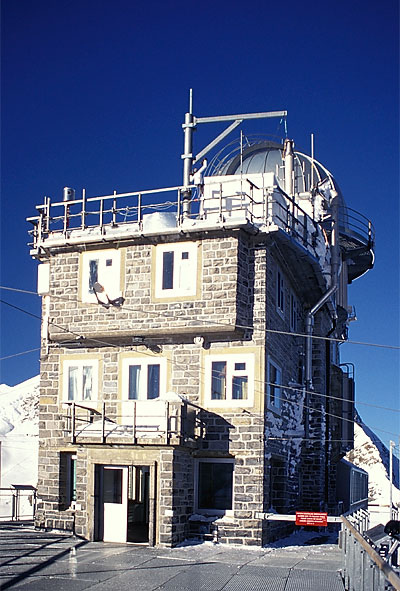
Observatório Sphinx

## História
Para subir até o topo da montanha foi construída uma estação de trem, cujo transporte para em pontos de paisagem extremamente bonita e gloriosa. Porém, por trás dessa estação, houve grande perda de vidas para a construir: devido ao frio vários trabalhadores morreram de fome, doenças, congelamento, hipotermia e até mesmo deslizamentos.